# 拉舍瓦勒赖
拉舍瓦勒赖（法語：La Chevallerais，法語發音：[la ʃəvalʁɛ] ⓘ）是法国大西洋卢瓦尔省的一个市镇，位于该省中北部，属于沙托布里扬-昂斯尼区。

## 地理
拉舍瓦勒赖（47°28'3"N, 1°40'17"W）面积10.23 平方千米，位于法国卢瓦尔河地区大区大西洋卢瓦尔省，该省份为法国西北部沿海省份，位于布列塔尼半岛东南部，北起伊勒-维莱讷省，西北接莫尔比昂省，西临大西洋，南至旺代省，东临曼恩-卢瓦尔省。
与拉舍瓦勒赖接壤的市镇（或旧市镇、城区）包括：布兰、埃里克、皮瑟勒、萨夫雷、拉格里戈奈。

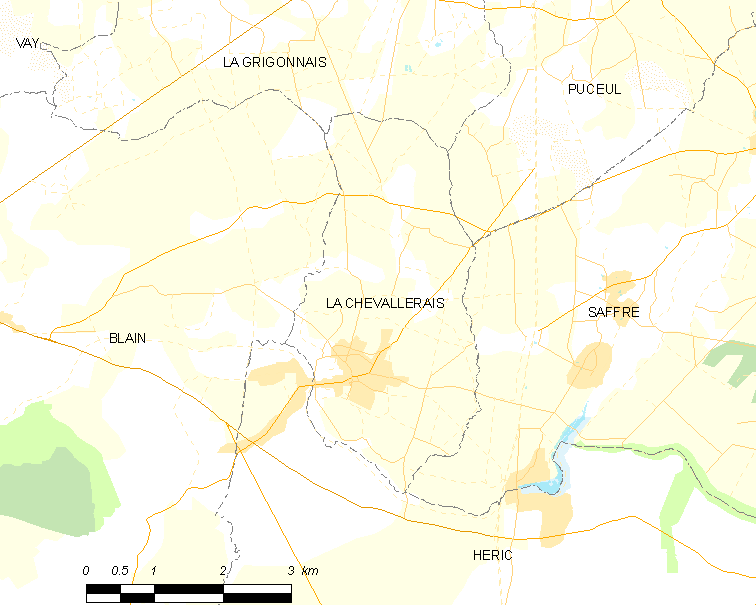
拉舍瓦勒赖的OSM定位图

拉舍瓦勒赖的时区为UTC+01:00、UTC+02:00（夏令时）。

## 行政
拉舍瓦勒赖的邮政编码为44810，INSEE市镇编码为44221。

## 政治
拉舍瓦勒赖所属的省级选区为盖姆内庞福县。

## 人口

1962-2008年间拉舍瓦勒赖人口变化图示

拉舍瓦勒赖于2022年1月1日时的人口数量为1559人。